# Championnat d'Irlande du Nord féminin de football 2020
Navigation
Édition précédente Édition suivante
La saison 2020 du Championnat d'Irlande du Nord féminin de football Women's Premier League est la dix-septième saison du championnat. Linfield Ladies vainqueur des quatre éditions précédentes remet son titre en jeu. 
Le Glentoran Women's Football Club est sacré champion pour la huitième fois de son histoire.
Pour la première fois de son histoire un match de football opposant deux équipes féminines est télévisé en Irlande du Nord. Il s'agit de la rencontre entre les Crusaders et Glentoran. le match est télévisé sur BBC Sport Northern Ireland le 9 décembre 2020.

## Organisation
Le championnat est réduit à six équipes. Le Comber Recreation Ladies Football Club dernier de la saison 2019 est relégué en deuxième division. Dans le même temps aucune équipe n'est promue. Le Lurgan Town Ladies Football Club qui avait remporté la deuxième division en 2019 n'est pas promue dans l'élite
La compétition se déroule en deux séries de matchs aller-retour, soit vingt rencontres au total. Les matchs devaient originellement commencer le 22 avril et se terminer le 30 septembre 2020, mais la compétition est reportée en raison de la pandémie de Covid-19 et se déroule désormais du 26 août au 9 décembre 2020.
De plus, la compétition est réduite à une seule série de matchs aller-retour, soit dix journées au total.

## Les clubs participants
| \| Glentoran Crusaders Linfield Cliftonville Sion Swifts Ladies Derry City Ladies \| Localisation des clubs engagés dans le championnat. |
| Glentoran Crusaders Linfield Cliftonville Sion Swifts Ladies Derry City Ladies                                                           |

Ce tableau présente les six équipes qualifiées pour disputer le championnat. 
| Club                                                  | Stade                                 | Capacité | Ville       |
| ----------------------------------------------------- | ------------------------------------- | -------- | ----------- |
| Cliftonville Ladies Football Club                     | Rathmore Grammer School 3G pitch      | -        | Belfast     |
| Crusaders Newtownabbey Strikers Women’s Football Club | Seaview                               | 3 383    | Belfast     |
| Derry City Ladies Football Club                       | Prehen Playing Fields                 | -        | Londonderry |
| Glentoran Women's Football Club                       | Billy Neill Playing Field (Terrain 2) | -        | Belfast     |
| Linfield Ladies Football Club                         | Billy Neill Playing Field (Terrain 1) | -        | Belfast     |
| Sion Swifts Ladies And Girls Football Club            | Melvin Sports Complex                 | 2 000    | Strabane    |

## Compétition
Le championnat est repoussé à plusieurs reprises à cause de l'épidémie de Covid-19. Le 9 juin 2020 la NIFL annonce qu'in souhaite organiser la compétition en 2020 mais uniquement quand la situation le permettra. 
Le 9 décembre 2020, le Glentoran Women's Football Club est sacré champion alors qu'il lui reste un match à disputer.

### Classement
| Rang | Équipe              | Pts | J  | G | N | P  | Bp | Bc | Diff |
| ---- | ------------------- | --- | -- | - | - | -- | -- | -- | ---- |
| 1    | Glentoran Women's   | 25  | 10 | 8 | 1 | 1  | 25 | 5  | +20  |
| 2    | Linfield Ladies T   | 22  | 10 | 7 | 1 | 2  | 26 | 12 | +14  |
| 3    | Sion Swifts Ladies  | 18  | 10 | 5 | 3 | 2  | 33 | 17 | +16  |
| 4    | Crusaders Strikers  | 16  | 10 | 5 | 1 | 4  | 20 | 9  | +11  |
| 5    | Cliftonville Ladies | 6   | 10 | 2 | 0 | 8  | 16 | 30 | -14  |
| 6    | Derry City Ladies   | 0   | 10 | 0 | 0 | 10 | 0  | 47 | -47  |

| Légende : Qualifications et relégations | Légende : Qualifications et relégations                                                                                    |
| --------------------------------------- | --- |
|                                         | Ligue des champions féminine de l'UEFA 2021-2022                                                                           |
|                                         | Barrage de relégation |
|                                         | Relégation |
|                                         | T : Tenant du titre P : Promu C : Vainqueur de la Coupe d'Irlande du Nord 2020 CL : Vainqueur de la Coupe de la Ligue 2020 |

### Résultats
| Résultats (▼dom., ►ext.)                                   | CFT | CRU | DER | GBU | LIN | SIS |
| Cliftonville Ladies                                        |     | 0-7 | 2-0 | 0-3 | 2-3 | 4-6 |
| Crusaders Strikers                                         | 2-1 |     | 3-0 | 0-2 | 0-1 | 2-1 |
| Derry City Ladies                                          | 0-6 | 0-5 |     | 0-3 | 0-7 | 0-6 |
| Glentoran Belfast United                                   | 4-0 | 1-0 | 3-0 |     | 2-0 | 0-0 |
| Linfield Ladies                                            | 2-0 | 2-0 | 4-0 | 1-4 |     | 4-2 |
| Sion Swifts                                                | 3-1 | 1-1 | 8-0 | 4-3 | 2-2 |     |
| - Victoire à domicile - Match nul - Victoire à l'extérieur |     |     |     |     |     |     |

Derry City, incapable de présenter une équipe complète lors des matchs des 4, 11 et 18 novembre contre Glentoran (deux fois) et Crusaders, se voit déclaré forfait par l'IFA. Ses adversaires remportent sur tapis vert les rencontres sur le score de 3 buts à 0.

## Bilan de la saison
| Championnat d'Irlande du Nord féminin de football 2020        |                                            |
| Champion                                                      | Glentoran Women's Football Club (8e titre) |
| Dauphin                                                       | Linfield Ladies Football Club              |
| Qualifications continentales                                  |                                            |
| Ligue des champions féminine de l'UEFA 2021-2022              | Glentoran Women's Football Club            |
| Promotions et relégations                                     |                                            |
| Promus en Championnat d'Irlande du Nord féminin de football   | Aucune                                     |
| Relégués en Championnat d'Irlande du Nord féminin de football | Aucune                                     |